# Toma Enache
Toma Enache (n. 1 noiembrie 1970, Constanța, România) este un regizor, actor, scenarist și producător român de film, autorul lungmetrajului Între chin și amin, primul film artistic având ca subiect Experimentul Pitești  și al primului film artistic in aromână, Nu sunt faimos, dar sunt aromân.

## Biografie
Toma Enache s-a născut la 1 noiembrie 1970 în orașul Constanța, România, într-o familie de emigranți aromâni/vlahi. Bunicii săi s-au născut în Grecia, tatăl său s-a născut într-un sat de lângă Bitola, Macedonia de Nord și mama sa în Sofia, Bulgaria. Particularitățile culturale ale rădăcinilor sale se vor reflecta mai târziu asupra operei sale artistice în teatru și cinema.
După cinci ani de studii universitare a obținut diploma de licență la Academia de Teatru și Film din București (1998) și apoi masterul în artă teatrală la aceeași universitate.
A pus în scenă piese de succes interpretate de sute de ori în România și în străinătate.

## Filmografie

### Actor
- Cardinalul (2019)